# Se permettete parliamo di donne
Se permettete parliamo di donne è un film a episodi del 1964 diretto da Ettore Scola, qui al suo esordio alla regia. Il film segnò anche l'esordio cinematografico, in un ruolo minore, di Gigi Proietti.

## Trama
1º episodio
Nella campagna siciliana, una ragazza impaurita da un uomo armato di lupara piazzatosi di prepotenza in casa sua per sbrigare una "faccenduola" col marito di lei, gli si offre in assenza del marito credendo che così facendo potrà averne salva la vita; in realtà l'uomo non é nient'altri che un amico del marito, presentatosi perché voleva restituirgli la lupara che gli era stata data in prestito proprio da lui.
Interpreti:
- Lo sconosciuto: Vittorio Gassman
- La moglie devota: Maria Fiore

2º episodio
Alvaro, un dipendente del Ministero dei trasporti è tutto scherzi e battute con colleghi, amici e vicini ma si trasforma in un bacchettone severo appena tornato a casa dalla moglie e dal figlio.
Interpreti:
- Alvaro: Vittorio Gassman

3º episodio
Un commerciante scopre che la moglie di un suo vecchio compagno di scuola, con il suo consenso, si prostituisce.
Interpreti:
- Tonino Zaffardi: Vittorio Gassman
- La prostituta: Giovanna Ralli
- Il marito: Umberto D'Orsi

4º episodio
Una donna mette fretta al proprio amante perché è in ritardo al proprio matrimonio.
Interpreti:
- L'uomo: Vittorio Gassman
- La fidanzata: Antonella Lualdi

5º episodio
Una giovane sofisticata esaspera, con esagerate esigenze di discrezione, il fidanzato in cerca di intimità. Cercando il posto adeguato, sempre oggetto delle obiezioni  di lei, l’uomo finirà per ottenere soddisfazione, invece, con la disinvolta donna delle pulizie di un motel dove si era affacciato per l’ennesimo sopralluogo. Riprenderà poi la via del ritorno con l’inconsapevole fidanzata, rimasta ad attenderlo in auto davanti al motel, dichiarando conclusa infruttuosamente la ricerca del posto giusto per il loro incontro.
Interpreti:
- Renato: Vittorio Gassman
- Margherita: Sylva Koscina

6º episodio
- Un barista in divisa a fine turno riesce a scroccare un passaggio a casa a tarda notte da una prostituta munita di auto fingendo di essere un elegantone interessato ad avvalersi delle sue prestazioni al proprio domicilio.

Interpreti:
- L'uomo: Vittorio Gassman

7º episodio
Un giovane apparentemente ligio ai valori della famiglia tradizionale prova a intervenire a tutela della sorella dopo che questa ha ceduto alle lusinghe di un seduttore senza scrupoli, facendo in modo che si assuma le proprie responsabilità. Incontratolo al circolo ove questi passa il tempo circondato dagli amici e da belle ragazze, rimane però  affascinato dal suo stile di vita, anche sperando di poterne ricavare opportunità nella propria vita di relazione. Dopo breve indugio, abbandona l’obiettivo della riparazione tanto sentito in famiglia, arrivando a esortare la sorella che gli chiede conto del suo colloquio col seduttore a sciogliersi e a rimettersi in gioco con un po' di malizia.
Interpreti:
- Marcello Bonelli: Vittorio Gassman
- Alfredo (Fred): Walter Chiari
- Elena : Rosanna Gherardi

8º episodio
Una facoltosa signora annoiata seduce uno zotico rigattiere ambulante, dopo averlo convinto a salire in casa; questi, dopo aver condiviso con la signora un incontro intimo, se ne va via irritato sbraitando per non aver trovato nessuna anticaglia da portare via per poterla rivendere. 
Interpreti:
- Rigattiere: Vittorio Gassman
- Ricca Signora: Eleonora Rossi Drago

9º episodio
La moglie infedele di un carcerato fa ottenere una licenza premio al marito per poterci avere un rapporto intimo, in maniera da potergli poi attribuire la paternità del figlio che porta in grembo.
Interpreti:
- Carcerato: Vittorio Gassman
- Moglie: Jeanne Valérie
- Amante: Gigi Proietti

## Produzione
Nel quinto episodio con Sylva Koscina, Vittorio Gassman ripropone parodisticamente il personaggio che aveva interpretato nel film Il sorpasso, guidando un'altra macchina sportiva che monta però lo stesso tipo di clacson.

## Accoglienza
Il film all'epoca fu accolto duramente dalla critica (Tullio Kezich lo definì "una serie di barzellette" sceneggiate), anche per la sua "volgarità efferata ma divertente", Morando Morandini gli assegna due stelle su cinque di valutazione. Ebbe comunque un gran successo di pubblico.

## Location
Alcune scene sono state girate al Monte Terminillo.